# Popis hrvatskih veleposlanika u Etiopiji
Republika Hrvatska i Savezna Demokratska Republika Etiopija održavaju diplomatske odnose od 17. listopada 1995. Sjedište veleposlanstva je u Kairu.

## Veleposlanici
Hrvatska nema rezidentno veleposlanstvo u Etiopiji. Veleposlanstvo Republike Hrvatske u Arapskoj Republici Egipat pokriva Bahrein, Džibuti, Eritreja, Etiopiju, Irak, Jemen, Jordan, Libanon, Saudijsku Arabiju, Siriju, Sudan i UAE.
| Veleposlanik     | Postavljenje      | Opoziv              | Sjedište |
| ---------------- | ----------------- | ------------------- | -------- |
| Drago Štambuk    | 5. srpnja 1999.   | 31. listopada 2000. | Kairo    |
| Ivica Tomić      | 22. veljače 2002. | 14. studenoga 2005. | Kairo    |
| Dražen Margeta   | 16. ožujka 2006.  | 31. prosinca 2010.  | Kairo    |
| Darko Javorski   | 1. veljače 2012.  | 30. lipnja 2017.    | Kairo    |
| Tomislav Bošnjak | 1. prosinca 2017. |                     | Kairo    |

## Vanjske poveznice
- Etiopija na stranici MVEP-a